# Kessinger Publishing
Kessinger Publishing LLC est une société d'édition d'impression à la demande américaine située à Whitefish, au Montana, spécialisée dans les livres imprimés épuisés et rares,. 

## Description et histoire
Selon Kelly Gallagher, vice-président des services d’édition dans une société d’information bibliographique, Kessinger Publishing fait partie d’un groupe d’éditeurs qui « ouvrent de nouveaux espaces d’édition en produisant des titres pour des marchés de niche et en faisant revivre les titres du domaine public". En 2009, la société a produit 190 175 titres et serait le troisième producteur en importance de livres "non traditionnels" cette année-là,.